# タンジャーヴール・ナーヤカ朝

タンジャーヴール・ナーヤカ朝

タンジャーヴール・ナーヤカ朝の版図

タンジャーヴール・ナーヤカ朝（タンジャーヴール・ナーヤカちょう、英語：Thanjavur Nayaka dynasty）とは、南インドのタミル地方（現タミル・ナードゥ州）に存在したヒンドゥー王朝（16世紀 - 1673年あるいは1675年）。ナーヤカ朝の一つでもある。首都はタンジャーヴール（タンジョール）。

## 歴史

### ヴィジャヤナガル王国の忠臣として

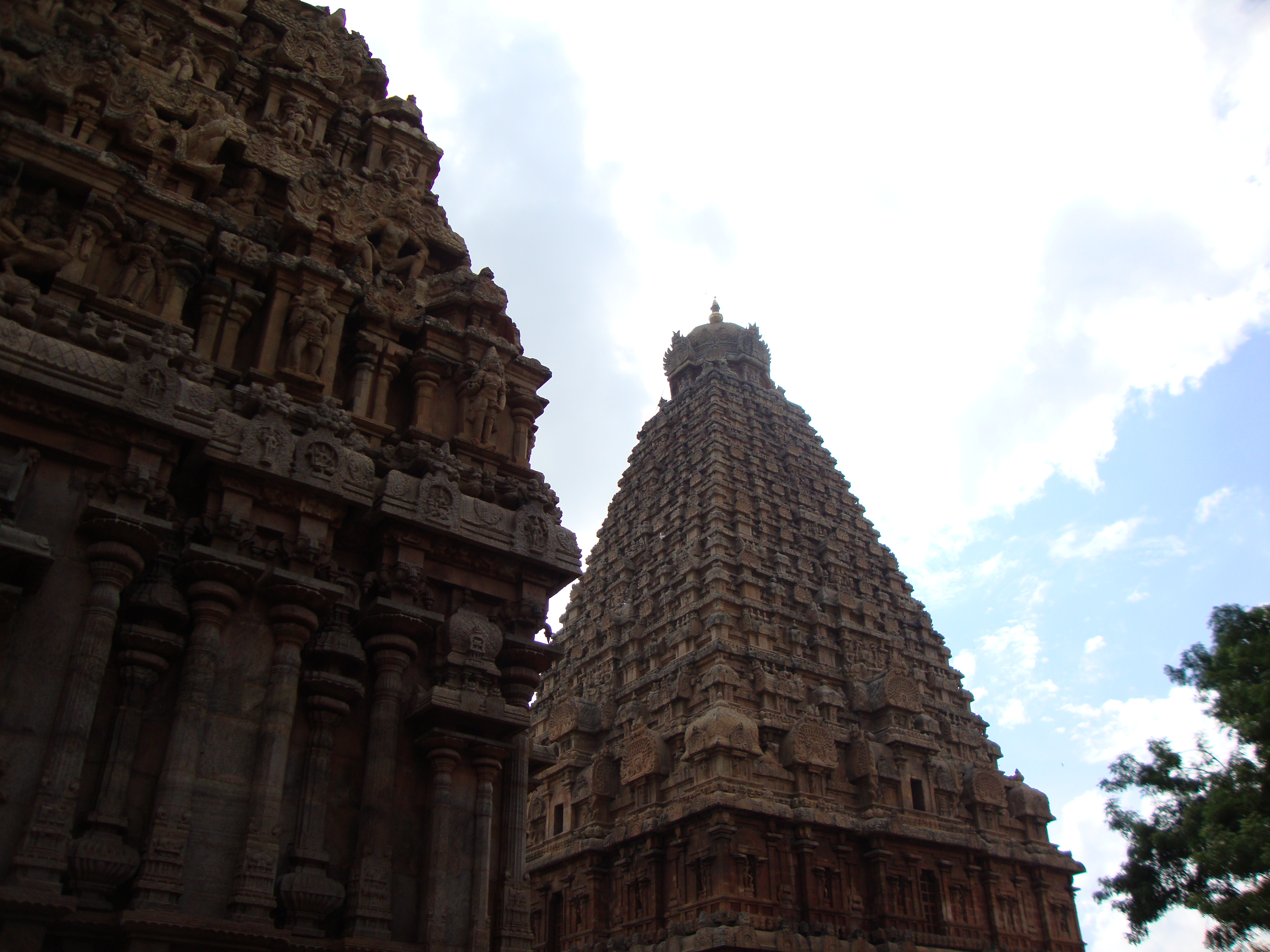
タンジャーヴールのブリハディーシュヴァラ寺院

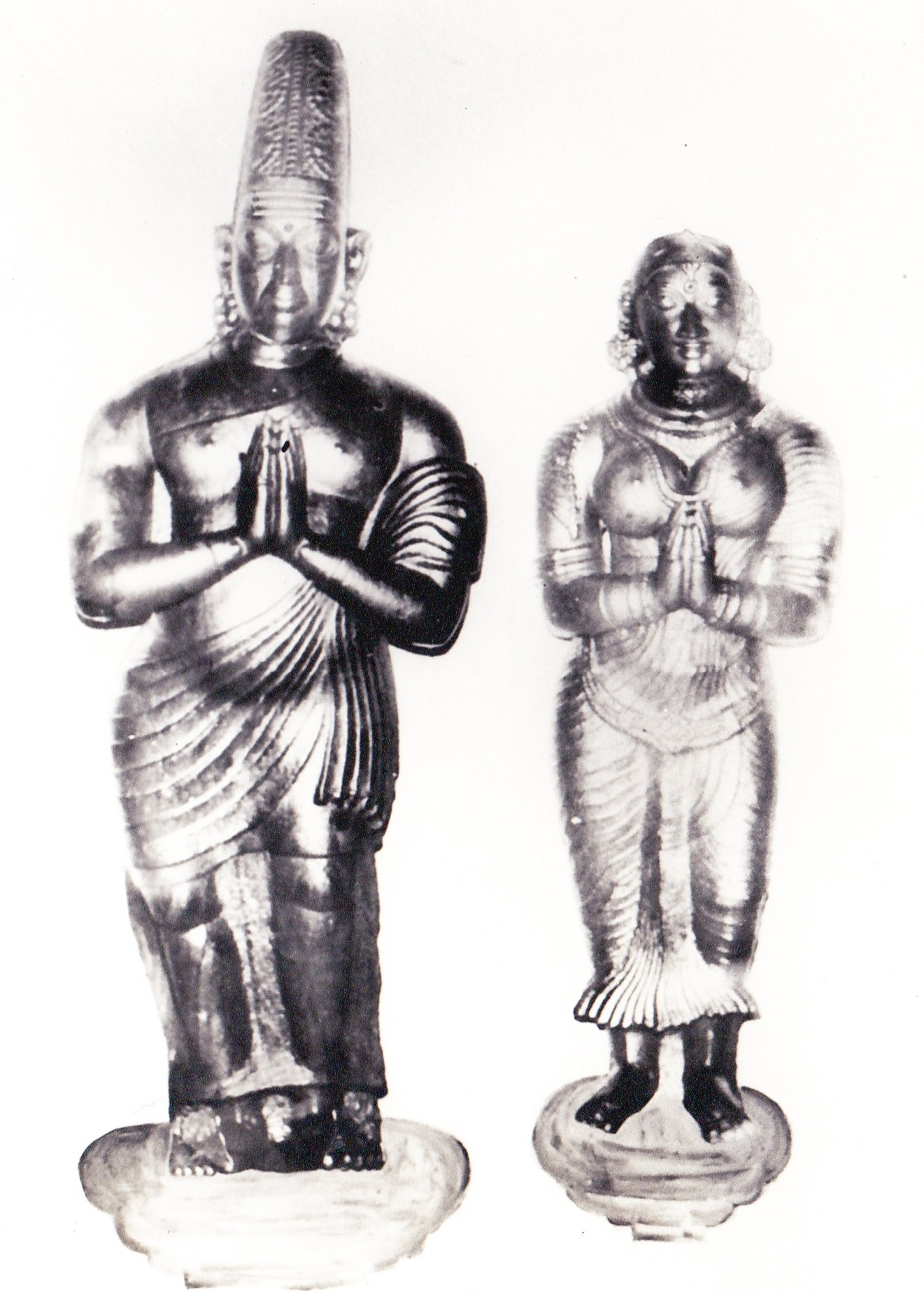
ゴーヴィンダ・ディークシタルとその妻

16世紀頃から、タンジャーヴールにおいて、ヴィジャヤナガル王国にナーヤカ（ヴィジャヤナガル王国の領主層）として仕えていた有力な一族の支配がみられるようになった。
このタンジャーヴール・ナーヤカ朝の君主たちは、首都タンジャーヴールにあるブリハディーシュヴァラ寺（11世紀にチョーラ朝の王ラージャラージャ1世の命で建設されたシヴァ寺院）を居城の一つとした。
ヴィジャヤナガル王国最盛期の王クリシュナ・デーヴァ・ラーヤの記録や、その弟アチュタ・デーヴァ・ラーヤの記録などがある。
このナーヤカ一族は、ヴィジャナガル王国で地方長官クラスの大ナーヤカあったことも知られ、セヴァッパ・ナーヤカ（在位：1532年 - 1580年）が初期の君主として知られている。
1560年以降、セヴァッパ・ナーヤカは、息子のアチュタッパ・ナーヤカ（在位：1560年 - 1614年）と共同統治を行うようになった（アチュタッパ・ナーヤカの名は、ヴィジャヤナガル王アチュタ・デーヴァ・ラーヤの名のとって名付けられたものである）。
1565年、アチュタッパ・ナーヤカの治世、ヴィジャヤナガル王国がターリコータの戦いにおいて敗北した後、ほかのナーヤカは独立の動きを見せ、事実上半独立の立場をとったが、タンジャーヴール・ナーヤカは王国に忠実だった。
この間、1580年にセヴァッパ・ナーヤカは死に、アチュタッパ・ナーヤカが単独で統治するようになった。
アチュタッパ・ナーヤカの治世は、共同統治もあわせると54年にもおよび、その間に有能な宰相ゴーヴィンダ・ディークシタルの補佐もあり、王国は平和が保たれていた。
また、主家のヴィジャヤナガル王国を助け、反抗的なナーヤカや、ビジャープル王国とゴールコンダ王国の侵略軍との戦いでも、援軍として活躍した。

### ラグナータ・ナーヤカの活躍

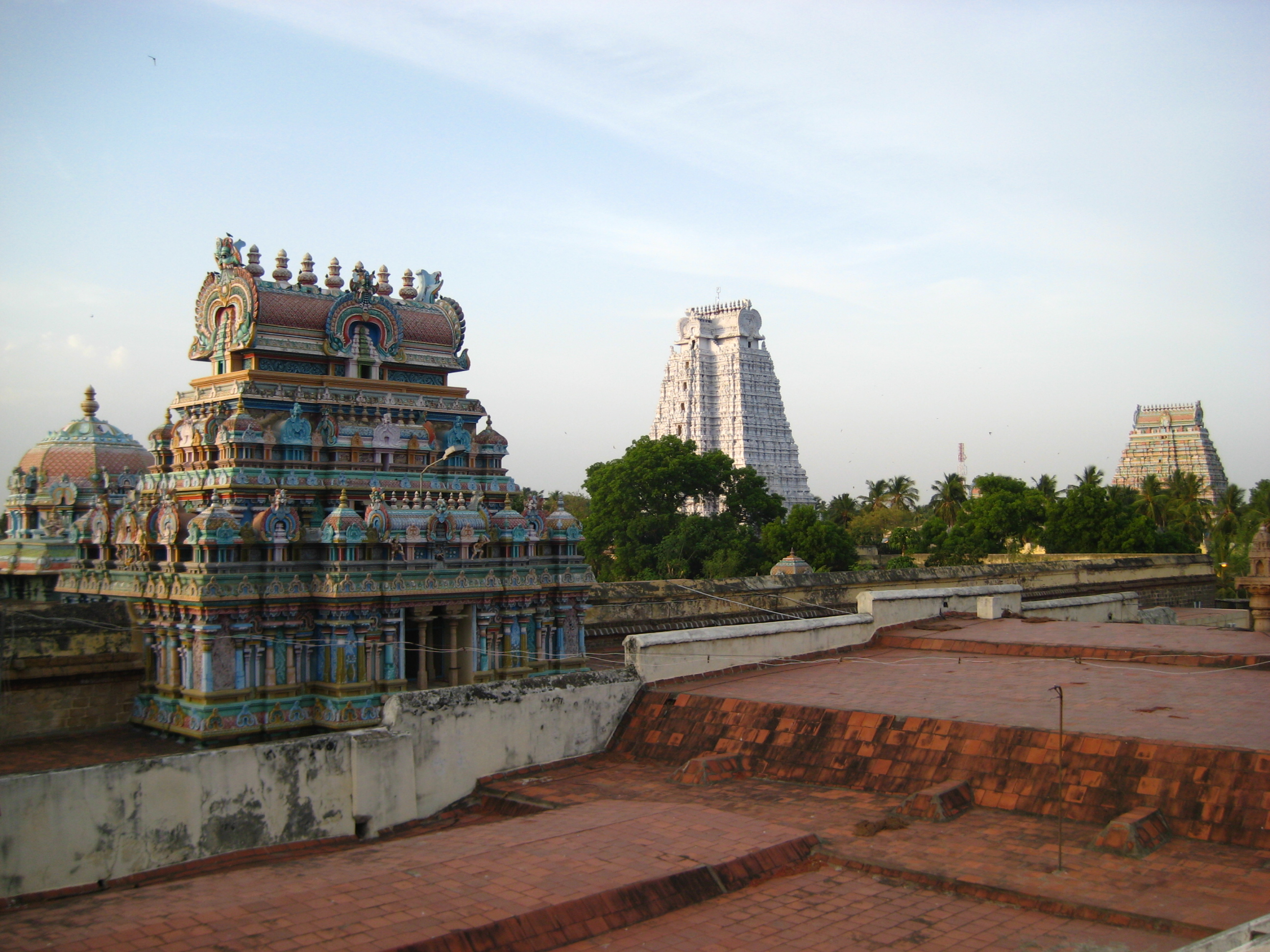
ティルチラーッパッリのシュリーランガム寺院。ラグナータ・ナーヤカの保護を受けた。

1600年以降、アチュタッパ・ナーヤカは、息子ラグナータ・ナーヤカ（在位：1600年 - 1634年）と共同統治をはじめるようになった。
このラグナータ・ナーヤカという人物は、即位以前からヴィジャヤナガル王ヴェンカタ2世を助け、ゴールコンダ王国との戦いで尽力して名をあげるなど、歴戦の勇士だった。
1614年に共同統治者である父王アチュタッパ・ナーヤカは死亡し、この年にヴィジャヤナガル王国でもヴェンカタ2世が死亡して、王国は跡目を争って内乱に陥った。
ラグナータ・ナーヤカは、ヴェンカタ2世の甥シュリーランガ2世に協力したが、同年にシュリーランガ2世は、ヴェンカタ2世の息子ジャッガ・ラーヤに殺されてしまった。
1616年末、シュリーランガ2世の遺児ラーマ・デーヴァ・ラーヤが挙兵すると、ラグナータ・ナーヤカはこれに味方し、1617年初頭のトップールの戦いでは、ジャッガ・ラーヤの大軍を破り、ラーマ・デーヴァ・ラーヤを王位につけることに成功している。

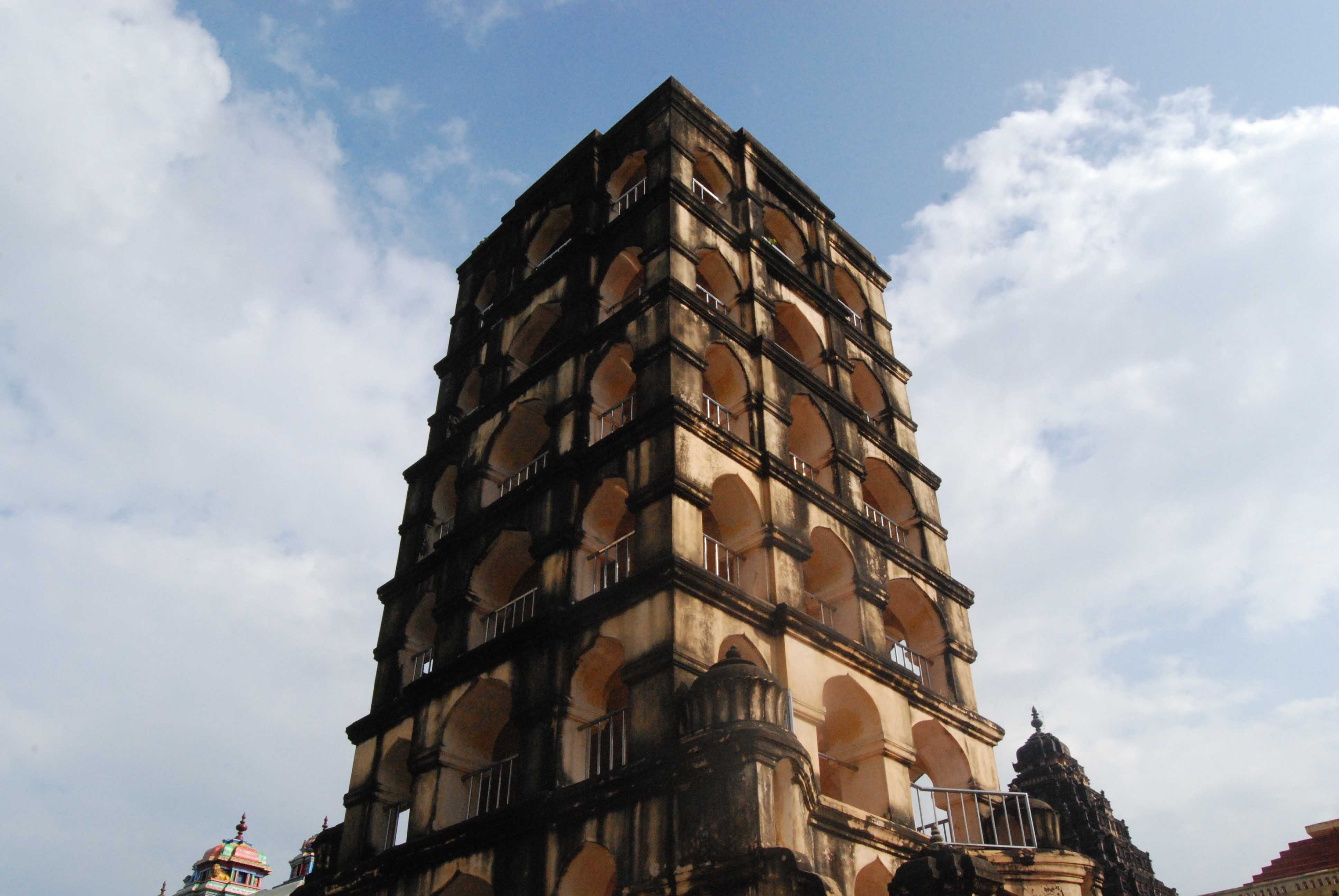
サラスヴァティー・マハル図書館

ラグナータ・ナーヤカの治世、国内では彼の保護により文学などの学術研究が発展し、ラグナータ・ナーヤカの妃ラーマバドラーンバーも、教養高く才能ある詩人であり、ゴーヴィンダ・ディークシタルの息子ヤージュ・ナーラーヤナは、ラグナータ・ナーヤカの統治に関して記録を残している。
ラグナータ・ナーヤカ自身も、サンスクリット語とテルグ語の学者かつ音楽家でもあり、テルグ語で書物や音楽をいくつか書いたとされている。
また、ラグナータ・ナーヤカは学者らが書いた書籍を集め、首都タンジャーヴールに、サラスヴァティー・マハル図書館を建設したことでも有名である。

### 衰退と滅亡

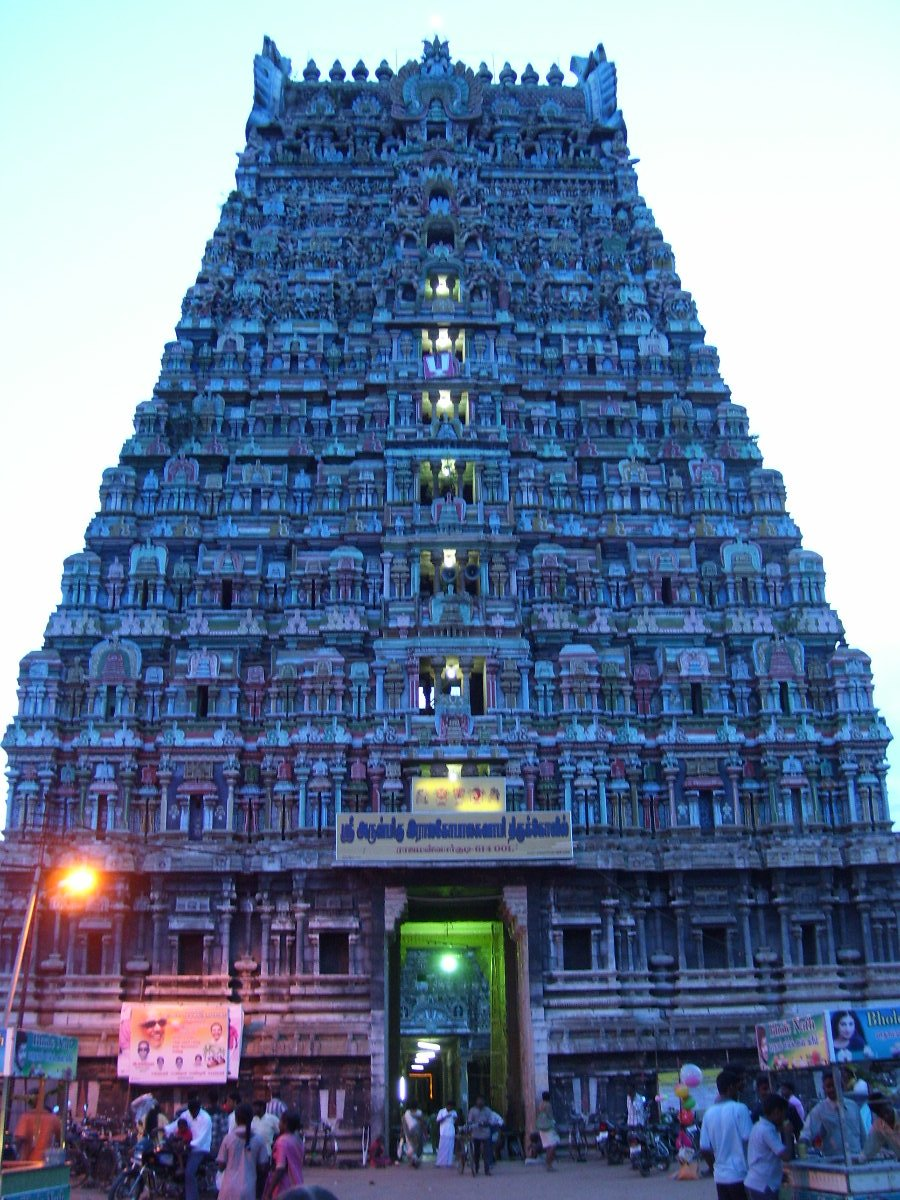
ラージャゴーパーラ・スワーミー寺院。ヴィジャヤ・ラーガヴァ・ナーヤカによって建てられた。

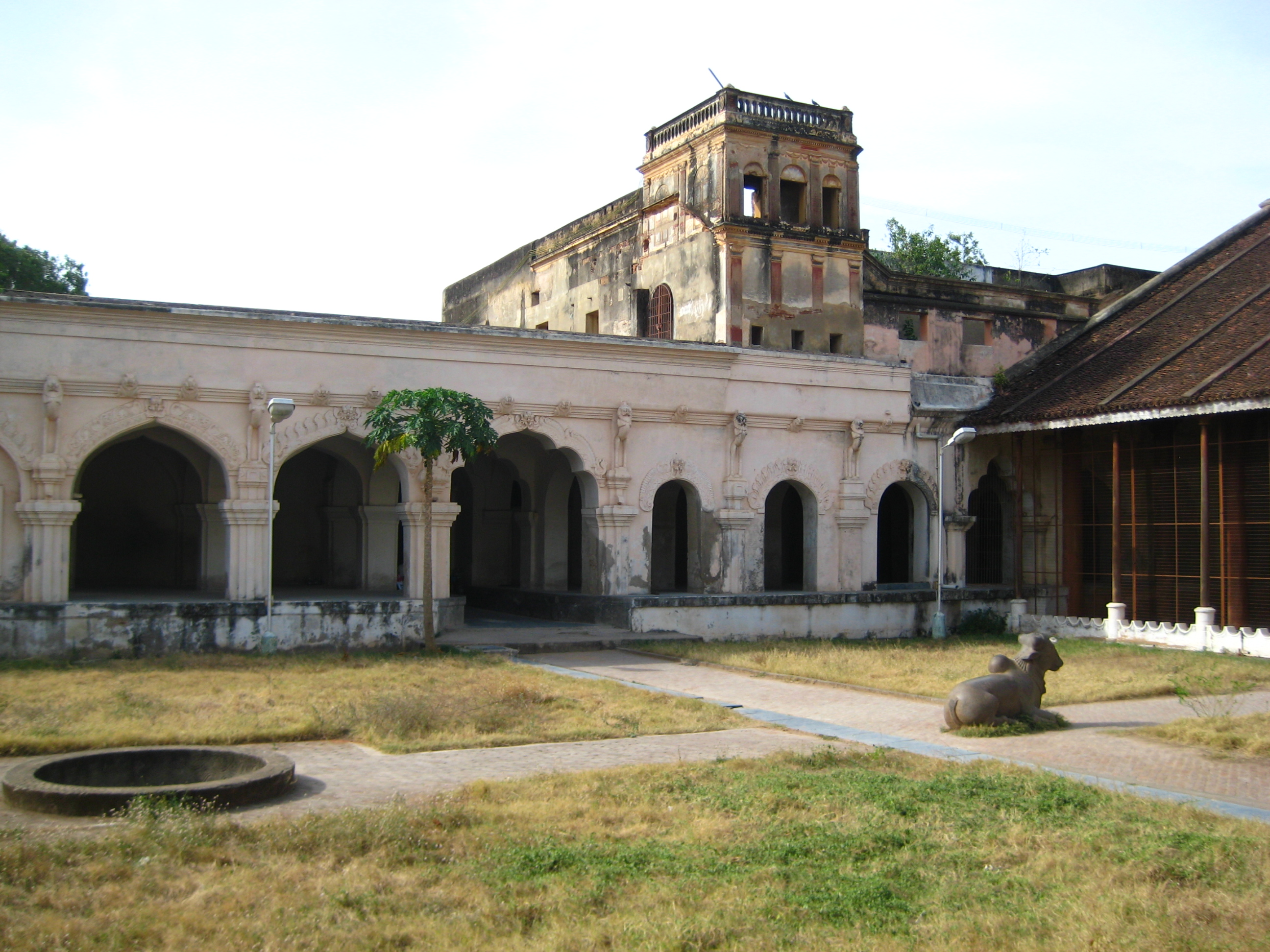
タンジャーヴールの宮殿

1634年にラグナータ・ナーヤカが死に、その息子ヴィジャヤ・ラーガヴァ・ナーヤカ（在位：1634年 - 1673年）の治世になると、王朝は衰運をたどった。
1646年にヴィジャナガル王国の首都ヴェールールが、ビジャープル王国に包囲され陥落し、シュリーランガ3世が首都タンジャーヴールに亡命してくると、ヴィジャヤ・ラーガヴァ・ナーヤカは彼を保護した。
しかし、1649年にビジャープル王国の軍は、首都タンジャーヴールを包囲し、これを陥落させ、シュリーランガ3世はマイソールへと亡命した。
首都タンジャーヴールはビジャープル王国の軍に占領され、シュリーランガ3世は逃げ、ヴィジャヤ・ラーガヴァ・ナーヤカも避難を余儀なくされたが、タンジャーヴールは市民によって奪還され、戻ることに成功した。
その後、タンジャーヴール・ナーヤカ朝は存続したが、国土はすっかりビジャープル王国に荒らされており、こののち隣国マドゥライ・ナーヤカ朝の圧迫を受けるようになっていった。
やがて、マドゥライ・ナーヤカ朝はタンジャーヴール・ナーヤカ朝と婚姻関係を結ぼうと、娘を差し出すように要求したが、ヴィジャヤ・ラーガヴァ・ナーヤカは拒否したため、1673年9月、マドゥライ・ナーヤカ朝の軍に首都タンジャーヴールを包囲された。
マドゥライ・ナーヤカ朝の軍は首都タンジャーヴールを包囲したが、その指揮官ヴェンカタ・クリシュナッパ・ナーヤカは和平の道を考えて、「勝負はもうついており、こちらは無益な血を流すつもりもなく、そもそも原因は娘を差し出さなかったそちらにあり、降伏して差し出せば撤退する。」という旨を使者に伝えさせた。
だが、ヴィジャヤ・ラーガヴァ・ナーヤカはこれを拒否し、敵将ヴェンカタ・クリシュナッパ・ナーヤカにこう伝えるよう使者に言った。
| 「 | 「たとえ王国が滅び、全てが消えても、娘は渡さない。我々が恐怖によって屈服すると思うのはもってのほかだ。誇りは、命を引き替えにしても守らねばならない。来て闘うのだ！」 | 」 |

ヴェンカタ・クリシュナッパ・ナーヤカは総攻撃を命じ、タンジャーヴールに敵軍が侵入し、宮廷にまで迫りつつあると、ヴィジャヤ・ラーガヴァ・ナーヤカは娘たちを自害させ、ハーレムを爆破した。
その後、ヴィジャヤ・ラーガヴァ・ナーヤカは敵軍に突撃し、壮絶な戦死を遂げて、首都タンジャーヴールは制圧され、この時点で王朝は事実上滅亡した。

## 滅亡後

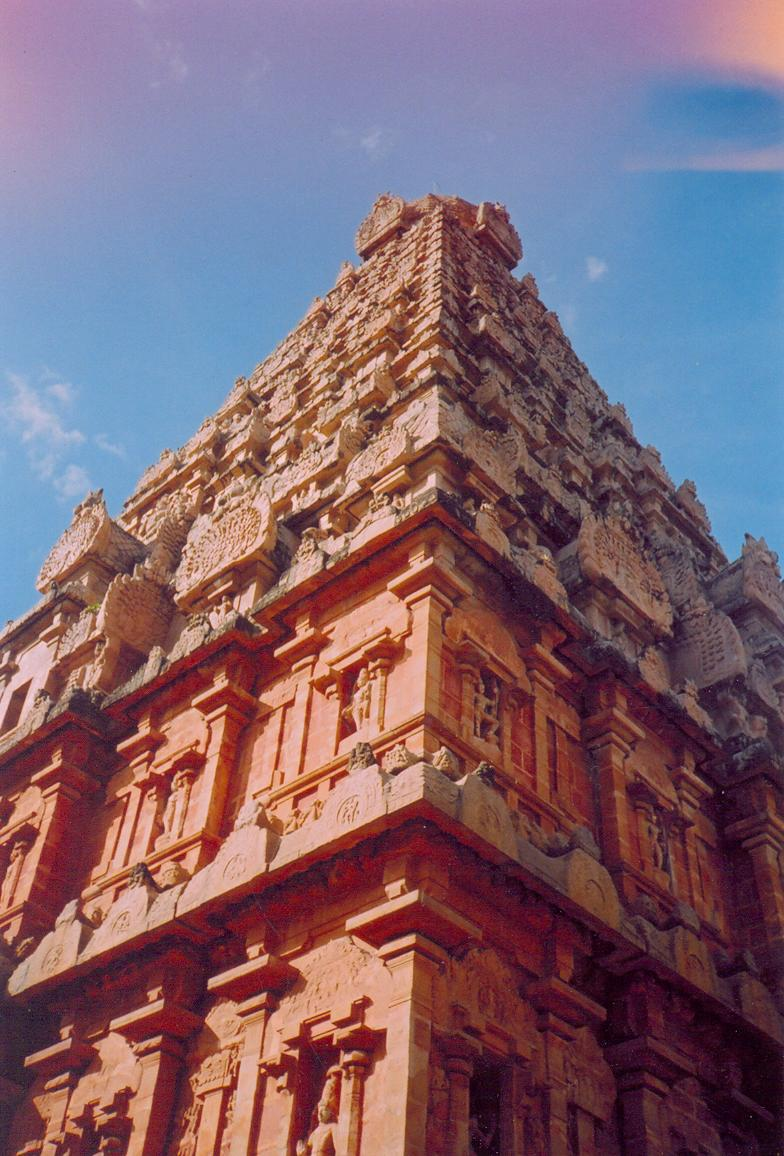
タンジャーヴールのブリハディーシュヴァラ寺院

タンジャーヴール・ナーヤカ朝を滅ぼしたのち、マドゥライ・ナーヤカ朝の王チョッカナータ・ナーヤカは、王弟アラギリ・ナーヤカ（在位：1673年 - 1675年）をタンジャーヴールに配置して、その統治にあたらせた
だが、アラギリ・ナーヤカは独立の道を歩むようになり、チョッカナータ・ナーヤカはこれを認めざるを得なかった。
一方、ヴィジャヤ・ラーガヴァ・ナーヤカの息子チェンガマラ・ダースは、タンジャーヴール陥落の際に逃げ延びており、王位を奪還するために、ビジャープル王国の宮廷に援軍を求めた。
1675年、ビジャープル王国は援軍として、シヴァージーの弟ヴィヤンコージーを指揮官に遠征軍を送り、アラギリ・ナーヤカを倒し、タンジャーヴールを占領した。
しかし、ヴィヤンコージーは、ビジャープル王国に命じられていたにもかかわらず、チェンガマラ・ダースを王位につけずに、自らがタンジャーヴールのラージャ（王）だと宣言した。
これにより、ヴィヤンコージーを祖とするタンジャーヴール・マラーター王国が、南インドのタミル地方に成立したが、タンジャーヴール・ナーヤカ朝の居城だったブリハディーシュヴァラ寺とその宮殿は、1855年までマラーター王の居城の一つとして使用された。